# Coptosia drurei
Coptosia drurei är en skalbaggsart som först beskrevs av Maurice Pic 1909.  Coptosia drurei ingår i släktet Coptosia och familjen långhorningar. Inga underarter finns listade i Catalogue of Life.